# Ancistrus minutus
Az Ancistrus minutus a sugarasúszójú halak (Actinopterygii) osztályának harcsaalakúak (Siluriformes) rendjébe, ezen belül a tepsifejűharcsa-félék (Loricariidae) családjába tartozó faj.

## Előfordulása
Az Ancistrus minutus Dél-Amerikában fordul elő. A brazíliai Goiás államban levő Tocantins folyó felső szakaszán és az abba ömlő mellékfolyókban található meg ez a tepsifejűharcsa.

## Megjelenése
Ez a halfaj legfeljebb 5,7 centiméter hosszú. A hátúszóján csak 1 tüske látható. 28-29 csigolyája van. A lapított teste, a hosszához képest eléggé széles. A szája széles; fején alig vannak dudorok. A háti része és az úszói barnásak, sok fehéres pettyel. Az ajkai és a hasi része sárgásak; e két testrészen alig van sötét pettyezettség. A hátúszóval párhuzamosan 7-8 csontos lemez van.

## Életmódja
A trópusi édesvizeket kedveli, ahol mint a többi Ancistrus-faj a víz fenekén él és keresi meg a táplálékát.